# ヴェルサイユ条約 (1783年)
ヴェルサイユ条約（ヴェルサイユじょうやく、英語: Treaty of Versailles、フランス語: Traité de Versailles）とは、1783年にイギリスとスペイン・フランスとの間で結ばれた、アメリカ独立戦争の講和条約。

## 条約の内容
この条約によってイギリスは、メノルカ島とフロリダをスペイン、セネガルをフランスに返還した。フランスにとっては莫大な負債を作ってまで参戦したこの戦争で獲得したものがセネガルぐらいだったため、政府に対して反発の嵐が巻き起こり、のちのフランス革命の一因になった。